# Francisco Contreras
Pour les articles homonymes, voir Contreras.
Francisco Contreras Serrano dit Pancho Contreras, né le 16 juin 1934 à Mexico et mort dans la même ville le 12 juillet 2022, est un joueur de tennis mexicain.

## Biographie
Pancho Contreras compte 12 sélections au sein de l'équipe du Mexique de Coupe Davis et a notamment été capitaine-joueur lors de la campagne 1962 qui voit son équipe alors composée de Rafael Osuna, Antonio Palafox et Mario Llamas, arriver jusqu'en finale face à l'Australie. Pour affronter l'Inde à Madras en finale interzone, l'équipe reçut le soutien financier du poète Octavio Paz, alors ambassadeur dans le pays. Contreras dirige ses compatriotes jusqu'en 1965.
Entre 1957 et 1960, il part à quatre reprises en tournée en Europe. Il obtient pour meilleur résultat dans les tournois du Grand Chelem, un huitième de finale en simple aux Internationaux de France en 1957 et une demi-finale en double mixte à Wimbledon en 1958. Pendant cette période, il remporte trois tournois de second rang en Allemagne.
Il est à trois reprises vice-champion du Mexique entre 1956 et 1958, battu deux fois par Mario Llamas en finale et une fois par Tony Palafox.
Pour le Mexique, il remporte deux médailles d'or en double lors des Jeux d'Amérique centrale et des Caraïbes à Caracas en 1959 et aux Jeux panaméricains de São Paulo en 1963.
Après sa carrière sportive, il est devenu professeur de tennis ainsi que commentateur à la télévision pendant 32 ans pour Televisa, aux côtés de Vicente Zarazua puis de Raúl Ramírez.
Son frère cadet Raul (1943-2019) a joué au tennis à haut niveau dans les années 1960 et 1970. Pancho Contreras a eu quatre enfants dont Javier qui a été professionnel dans les années 1980. Il est le grand-père de la joueuse de tennis Fernanda Contreras (en).

## Palmarès

### Titre en double mixte
| No | Date       | Nom et lieu du tournoi       | Catégorie | Surface      | Partenaire  | Finalistes                  | Score    |          |
| -- | ---------- | ---------------------------- | --------- | ------------ | ----------- | --------------------------- | -------- | -------- |
| 1  | 04-05-1959 | Internationaux d'Italie Rome |           | Terre (ext.) | Rosie Reyes | Yola Ramírez William Knight | 9-7, 6-1 | Parcours |

## Parcours dans les tournois duGrand Chelem

### En simple
| Année | Open d'Australie | Open d'Australie | Internationaux de France | Internationaux de France | Wimbledon      | Wimbledon       | US Open         | US Open         |
| ----- | ---------------- | ---------------- | ------------------------ | ------------------------ | -------------- | --------------- | --------------- | --------------- |
| 1953  | —                | —                | —                        | —                        | —              | —               | 1er tour (1/64) | Sydney Schwartz |
| 1954  | —                | —                | —                        | —                        | —              | —               | —               | —               |
| 1955  | —                | —                | —                        | —                        | —              | —               | —               | —               |
| 1956  | —                | —                | —                        | —                        | —              | —               | 1/8 de finale   | Dick Savitt     |
| 1957  | —                | —                | 1/8 de finale            | Ashley Cooper            | 2e tour (1/32) | Budge Patty     | —               | —               |
| 1958  | —                | —                | 3e tour (1/16)           | Neale Fraser             | 2e tour (1/32) | Sven Davidson   | —               | —               |
| 1959  | —                | —                | 3e tour (1/16)           | Billy Knight             | —              | —               | —               | —               |
| 1960  | —                | —                | 3e tour (1/16)           | Jacques Brichant         | 2e tour (1/32) | Albert Gaertner | —               | —               |
| 1961  | —                | —                | —                        | —                        | —              | —               | —               | —               |
| 1960  | —                | —                | —                        | —                        | —              | —               | 1er tour (1/64) | Roy Emerson     |

N.B. : à droite du résultat se trouve le nom de l'ultime adversaire.